# Athetis aurobrunnea
Athetis aurobrunnea är en fjärilsart som beskrevs av Antonius Johannes Theodorus Janse 1940. Athetis aurobrunnea ingår i släktet Athetis och familjen nattflyn. Inga underarter finns listade i Catalogue of Life.